# Lutkówka (Łódź)
Pour les articles homonymes, voir Lutkówka.
Lutkówka est une localité polonaise de la gmina et du powiat de Rawa Mazowiecka en voïvodie de Łódź.